# Matelea melinii
Matelea melinii är en oleanderväxtart som först beskrevs av Gustaf Oskar Andersson Malme, och fick sitt nu gällande namn av G. Morillo. Matelea melinii ingår i släktet Matelea och familjen oleanderväxter. Inga underarter finns listade i Catalogue of Life.